# Скородинський став
Скородинський став — штучна водойма в селі Скородинці Чортківського району Тернопільської області на річці Серет.

## Відомості
Утворений шляхом побудови греблі в долині р. Серет. північніше с. Скородинці Чортківського району Тернопільської області з метою акумулювання води для роботи агрегатів місцевої Скородинської ГЕС, яка збудована 1958 року. Спершу — водосховище, що простягалося вверх по течії ріки на віддаль до 5 км. Протягом кількох десятків років експлуатації ГЕС майже повністю (на 80-90%) замулило ґрунтом зі сільсько-господарських угідь, заросло вологолюбивою трав'янистою рослинністю і чагарником. 
На початку 1990-х водойми очищено і поглиблено. Нині площа водного дзеркала ставу — 66 га, середня глибина 4 м. На ньому працюють по два агрегати Скородинської ГЕС потужністю по 450 кВт. Став частково використовується для розведення риби.